# Карамуэль, Хуан
Хуан Карамуэль и Лобковиц (исп. Juan Caramuel y Lobkowitz; 23 мая 1606, Мадрид — 7 сентября 1682, Милан) — испанский богослов из ордена цистерцианцев, математик, теоретик музыки.

## Биография
Изучал теологию в университетах Саламанки и Лувена, в Лувене преподавал с 1638 по 1645. Затем занимал заметную церковную должность в Праге. В 1648, во время осады Праги шведскими войсками, собрал, вооружил и возглавил отряд священников, участвовавший в обороне города. С 1655 епископ различных итальянских городов.
Наследие Карамуэля насчитывает 262 сочинения по математике, теологии, физике, астрономии, праву, военному делу и другим дисциплинам.  

## Учение
В трактате «Нравственная теология, сведенная к первому и яснейшему основанию» (лат. «Theologia moralis ad prima atque clarissima principia reducta», 1643) пытался использовать математические вычисления для решения богословских проблем. В математических сочинениях разрабатывал проблемы систем счисления с основанием, отличным от 10. Предложил метод определения долготы по положению луны. В музыкально-теоретических трактатах  «Ut, Re, Mi, Fa, Sol, La, Bi, новая музыка» (Вена, 1645) и «Новое искусство музыки» (Рим, 1669) подверг критике (общераспространённый в Европе) гвидонов гексахорд, предлагая заменить его гептахордом (ut, re, mi, fa, sol, la, bi), более соответствующим логике семиступенного церковного лада. 

## Сочинения (выборка)

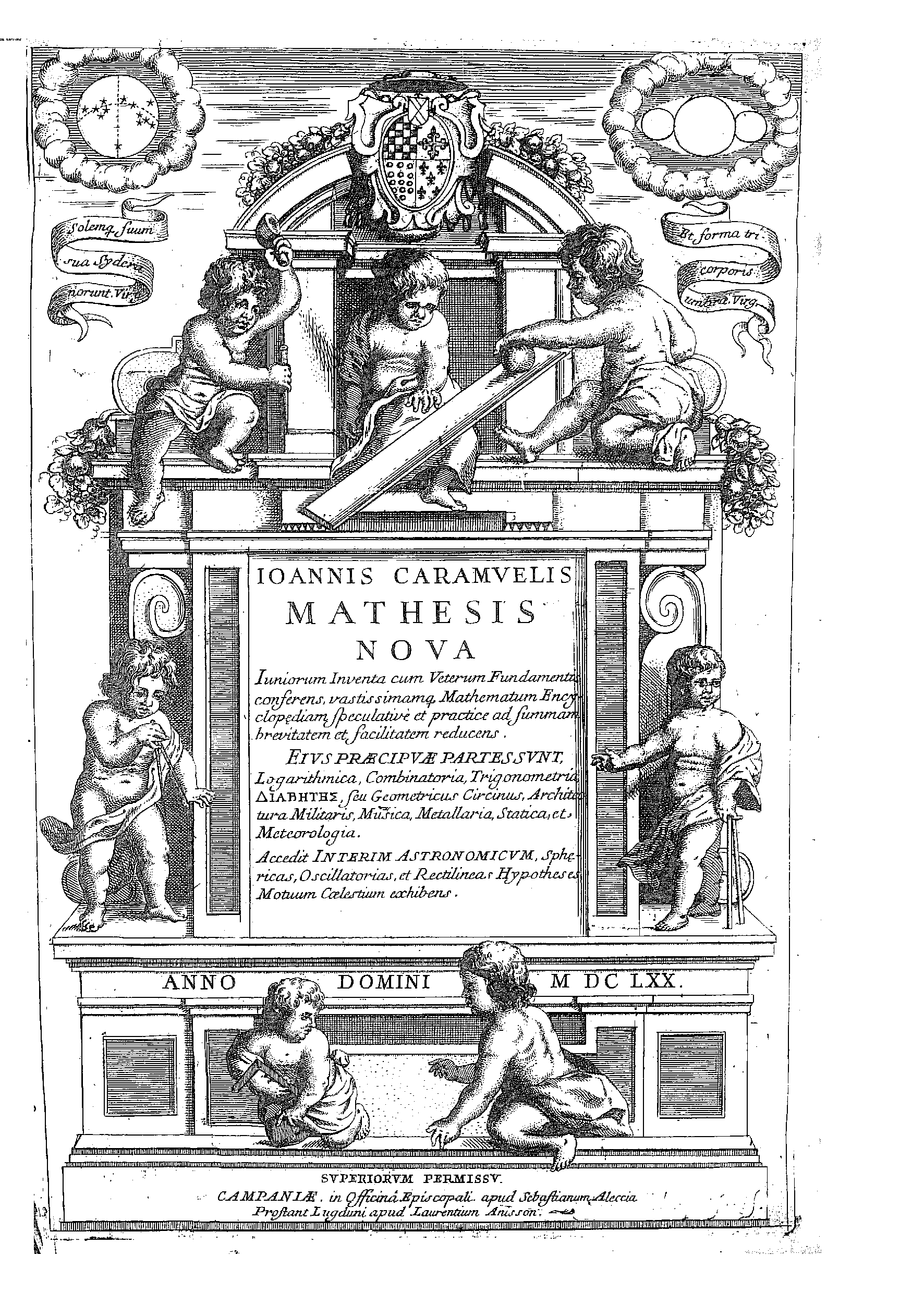
Mathesis nova, 1670

- Rationalis et realis philosophia. Louvain, 1642.
- Ut, Re, Mi, Fa, Sol, La, Bi, nova musica. Vienna, 1645.
- Theologia moralis fundamentalis, praeterintentionalis, decalogica, sacramentalis, canonica, regularis, civilis, militaris. Frankfurt, 1652—1653.
- Metalogica. Frankfurt, 1654.
- Primus calamus… metametricam. Roma, 1663.
- Apparatus Philosophicus, de omnibus scientiis, et artibus breviter disputans, Fráncfort, 1657, segunda edición. Colonia, 1665.
- Primus calamus… rhythmicam. Santangelo, 1665.
- Pandoxium physico-Ethicum, cius tomi sunt tres: Primusque Logicam, secundus Philosophiam, et tertius Theologiam realiter et moraliter dilucidat. Campagna, 1668.
- Arte nueva de musica. Roma, 1669.
- Critica Philosophica. Artium Scholasticorum cursum exhibens. Vigevano, 1681.